# Жемайтское староство
Жема́йтское старо́ство (Жму́дское старо́ство, Жмудское княжество; лит. Žemaitijos seniūnija, пол. Starostwo żmudzkie) — административная единица Великого княжества Литовского (с 1419) и Речи Посполитой (с 1569).

## Символика
Герб староства: в красном поле чёрный медведь с ошейником. Впервые приведён Бартошем Папроцким в книге «Гербы польского рыцарства» (1584). На печати Великого князя впервые обозначен в 1669 году при Польском короле и Великом князе Литовском Михаиле Корибут Вишневецком. Возникновение герба связывают с древней легендой: одно из римских племён, поселившихся в Литве носило имя Урсинаи (от лат. ursus — «медведь»).

## География
Староство занимало территорию исторической литовской области Жемайтии. Находилось на территории современных литовских уездов: меньшей части Каунасского, западной части Шяуляйского, весь Таурагский уезд, Тельшяйский уезд, северная часть Клайпедского и северная часть Мариямпольского. Староство занимало площадь размером 25 700 км кв.

## История
На протяжении XIII—XIV веков Жемайтия с перерывами составляла одну из частей Великого княжества Литовского. Жемайтия четырежды отписывалась Ягайлой и Витовтом Тевтонскому Ордену и к 1398 году почти полностью попала под власть Ордена. В 1404 году, когда в Жемайтии поднялось восстание против власти немецких феодалов, оно было подавлено Витовтом и помогавшими ему немецкими войсками. В 1411, после успешной войны ВКЛ с Орденом, Жемайтия по Первому Торуньскому миру была возвращена в состав ВКЛ. В 1422 по Мельнскому миру тевтонцы отказались от всяких прав на Жемайтию (Жмудь). В 1413 году началась христианизация этой области. В 1419 над Жемайтией был утверждён староста, хотя официально Жмудская земля носила статус княжества.
Великий князь Казимир даровал Жемайтии привилей, по которому местные жители могли самостоятельно выбирать старосту. С вхождением Литвы в состав Речи Посполитой Жемайтия была единственным староством страны, равным воеводству.
В 1795 в связи с разделом Речи Посполитой Жмудское староство вместе с остальной Литвой отошли к Российской империи, и вошло в состав Литовской губернии, с 1801 в состав Виленской губернии, с 1843 — Ковенской.

## Население
Население староства преимущественно составляло литовское племя жемайты. После шведского вторжения в Речь Посполитую население уменьшилось с 400 000 до 250 000. К концу XVIII века население вновь увеличилось до 400 000.

## Старосты

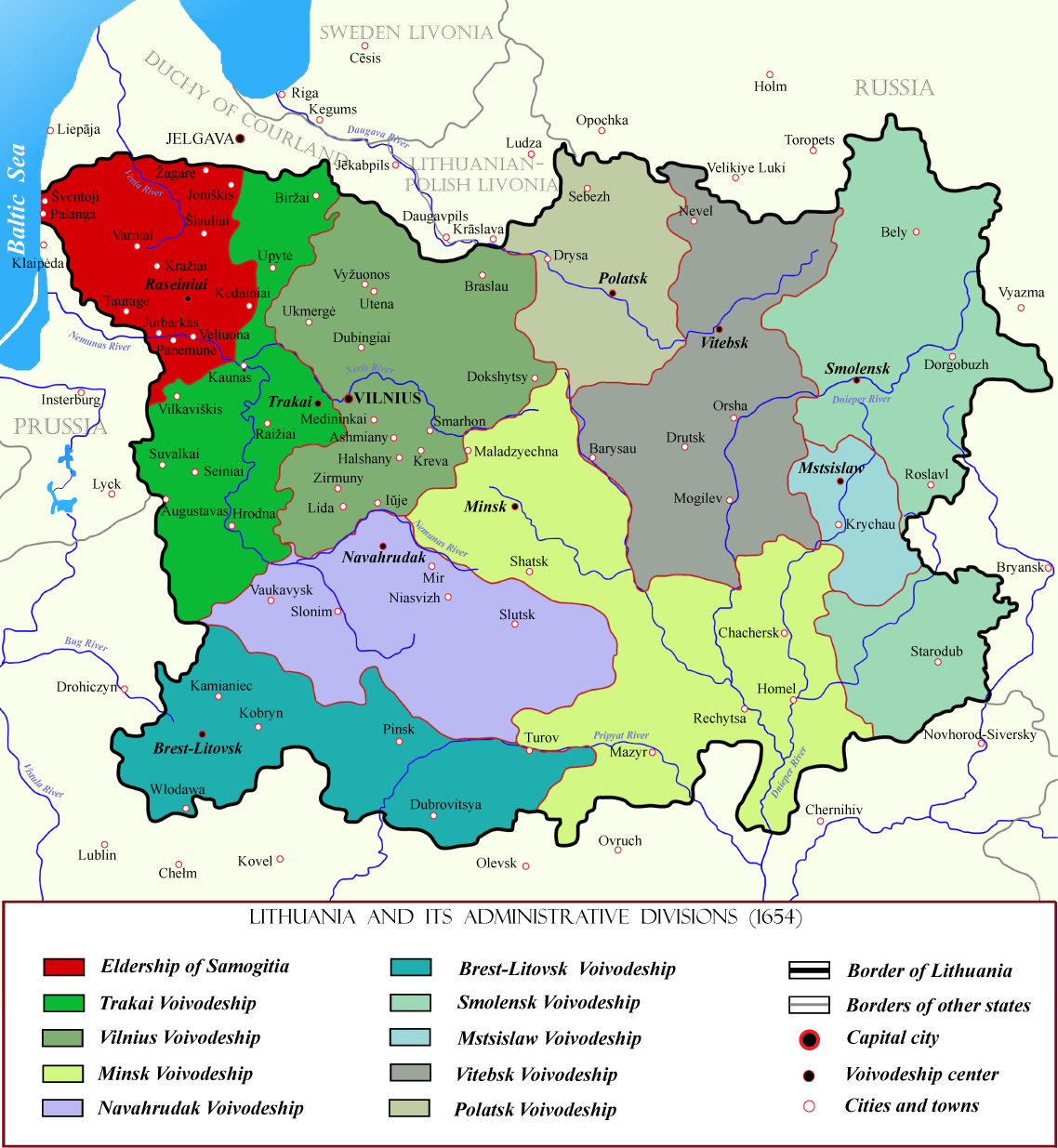
Жемайтское староство на карте Великого Княжества Литовского выделено красным цветом

- Румбольд Волимонтович (1409/1411—1413) (?)
- Кезгайло Волимонтович (1412—1432)
- Юрий Галимин (1432[5]—1435)
- Монтовт (1435[6]—1439)
- Кезгайло Волимонтович (1440—1441)
- Монтовт (1441)[7]
- Кезгайло Волимонтович (1442—1450)
- Ян Кезгайло (1451—1485)
- Станислав Янович Кезгайло (1486—1527)
- Станислав Станиславович Кезгайло (1527—1532)
- Петр Станиславович Кишка (1532—1534)
- Ян Радзивилл (1535—1542)
- Матей Войтехович Клочко (1542—1543)
- Юрий Биллевич (1543—1544)
- Иероним Ходкевич (1545—1561)
- Ян Иероним Ходкевич (1564—1579)
- Ян Кишка (1579—1592)
- Юрий Ходкевич (1590—1595)
- Станислав Радзивилл (1595—1599)
- Ян Кароль Ходкевич (1599—1616)
- Станислав III Кишка (1616—1619)
- Иероним Волович (1619—1636)
- Ян Альфонс Ляцкий (1643—1646)
- Юрий Кароль Глебович (1653—1668)
- Александр Полубинский (1668—1669)
- Викторин Констанций Млечко (1670—1679)
- Казимир Ян Сапега (1681—1682)
- Пётр Михаил Пац (1684—1696)
- Григорий Антоний Огинский (1698—1709)
- Казимир Ян Горбовский (1710—1729)
- Юзеф Тышкевич (1742—1754)
- Ян Николай Ходкевич (1767—1781)
- Антоний Гелгуд (1783—1795)